# 攻擊13號警局 (原聲帶)
《攻擊13號警局》（英語：Assault on Precinct 13）是一套1976年美國動作驚悚片《攻擊13號警局》的電影原聲帶。
倫敦節奏合唱團的歌手吉米·錢伯斯錄製了題為「You Can't Fight It」的主題歌詞，其歌詞和作品由肯尼·林區錄製，並於1978年4月在英國發行，唱片公司為Pye唱片公司；該歌曲其中就引用了本電影的配樂。除了在電影中的使用之外，該配樂也對各種電子樂和嘻哈音樂藝術家造成影響，其中包括阿菲卡·巴莫巴塔、詭計、Dead Prez和未來低音等音樂藝術家。
儘管有這樣的影響，除了幾個彙編外，電影的配樂直到2003年才透過法國唱片公司Record Makers正式發行，也因此要通過Record Makers的許可才能使用。

## 概要
該電影配樂是約翰·卡本特花了三天作曲的，並由卡本特及湯米·李·華勒斯製作。卡本特獲得丹·威曼的協助，花費大量的時間重新創作幾個合成音。卡本特說：「當我作了我的（《攻擊13號警局》）原創主題曲時...它是用非常老的技術完成的」，「很難得到這些聲音，花了很長時間才能得到這一些簡單的東西。」他製作了大約三到五個獨立的音樂，並斟酌地將它們編輯到電影中。
主要主題曲的靈感來自拉洛·雪弗林的《緊急追捕令》（1971年）和齊柏林飛船的「Immigrant Song」。大衛·伯南德和米格爾·米拉指出，它是由一個彈出式合成器和一個鼓式機器所組成的，「只有用來建立在質感上，而不是主題」。而當中的高合成音除了內部頻率調製之外沒有其他變化，這是用來當作幫派成員的音樂主題，並在電影中的某些暴力行為中呈現。在電影中，合成器和鼓式機器代表了城市和幫派。
當畢夏普首次進入被遺棄的地區時，卡本特還使用了一種悲慘的電子琴主題曲。它在圍困的安靜時刻重新出現在電影中，實際上這是圍攻本身節奏上的音樂表達。當電影在開始和結束時的特定主題的曲調，這是一種以「非劇情聲音呈現的死亡來源」的電子琴主題曲。伯南德和米拉指出，「有些企圖顯示人類行為的共同特徵，而不管『部落』的隸屬關係，且透過簡單的音樂設備來表達這一點。」

## 曲目列表
| 曲序     | 曲目                             | 时长  |
| -------- | -------------------------------- | ----- |
| 1.       | Assault On Precinct 13（主題曲） | 3:33  |
| 2.       | Napoleon Wilson                  | 0:53  |
| 3.       | Street Thunder                   | 1:26  |
| 4.       | Precinct 9 - Division 13         | 1:05  |
| 5.       | Targets / Ice Cream Man On Edge  | 3:08  |
| 6.       | Wrong Flavour                    | 2:05  |
| 7.       | Emergency Stop                   | 0:59  |
| 8.       | Lawson's Revenge                 | 1:01  |
| 9.       | Sanctuary                        | 1:05  |
| 10.      | Second Wave                      | 0:28  |
| 11.      | The Windows!                     | 2:03  |
| 12.      | Julie                            | 1:54  |
| 13.      | Well's Flight                    | 1:41  |
| 14.      | To The Basement                  | 1:08  |
| 15.      | Walking Out                      | 0:37  |
| 16.      | Assault On Precinct 13           | 2:03  |
| 总时长： | 总时长：                         | 25:09 |

## 評價
| 評論得分 | 評論得分 |
| 來源     | 評分     |
| -------- | -------- |
| Allmusic | [ 8 ]    |

許多稱讚電影的電影評論家也讚揚了卡本特的音樂。約翰·肯尼思·穆爾指出，「卡本特寫的《攻擊13號警局》樂譜.....最終的結果是一個獨特的合成音，即使在20年後，還是相當吸引人的......值得慶幸的是，它甚至成為一個重要的場景中的旋律配合。」《SFX》的戴夫·高納寫道：《攻擊13號警局》是「電影史上最引人入勝的主題曲之一。」
2004年初，《新音樂快遞》的皮爾斯·馬丁認為，卡本特的簡易合成音配樂佔據了影片大部分的緊張和威脅感，且其「影響已有27年，仍感受得到。」